# Contea di Pulaski (Indiana)
La contea di Pulaski (in inglese Pulaski County) è una contea dello Stato dell'Indiana, negli Stati Uniti. La popolazione al censimento del 2000 era di 13 755 abitanti. Il capoluogo di contea è Winamac.
Comuni presenti:
- Francesville